# BTR-60

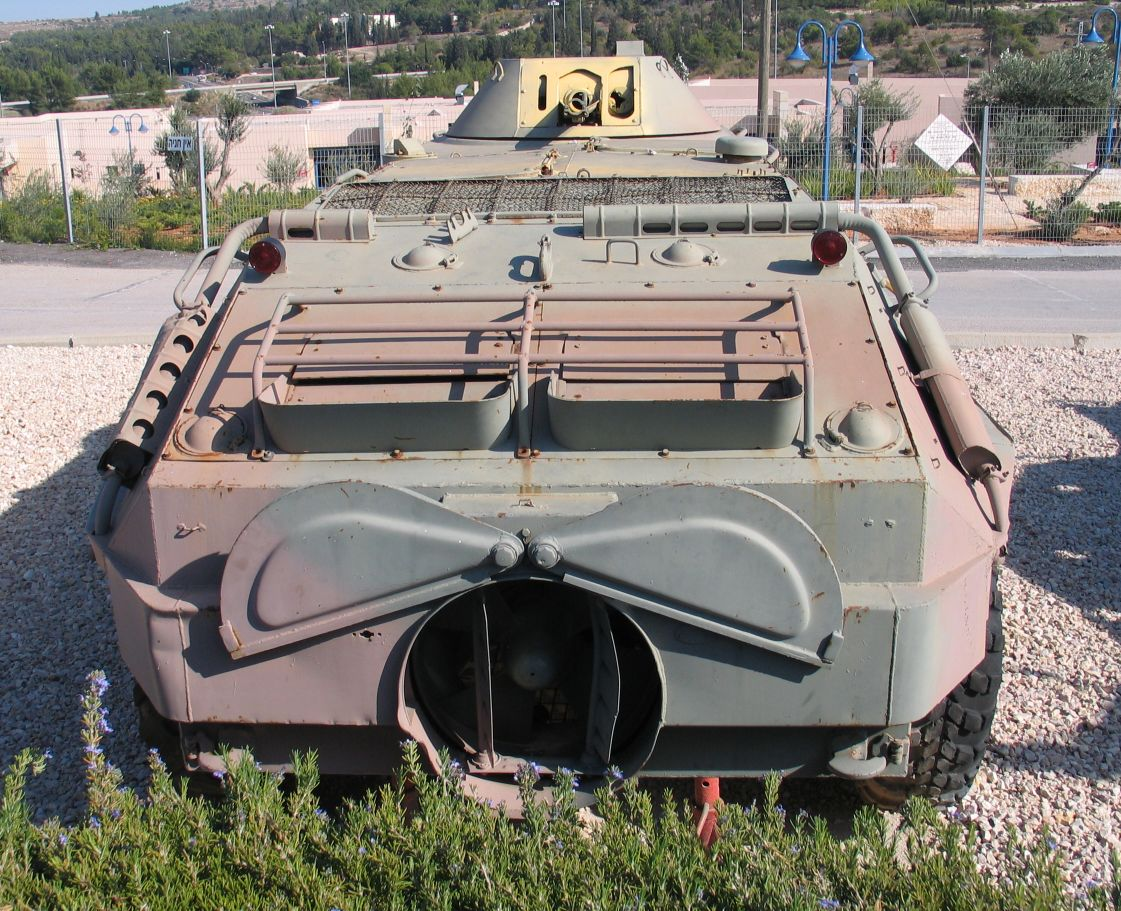
Achteraanzicht met de luiken van de waterjet open

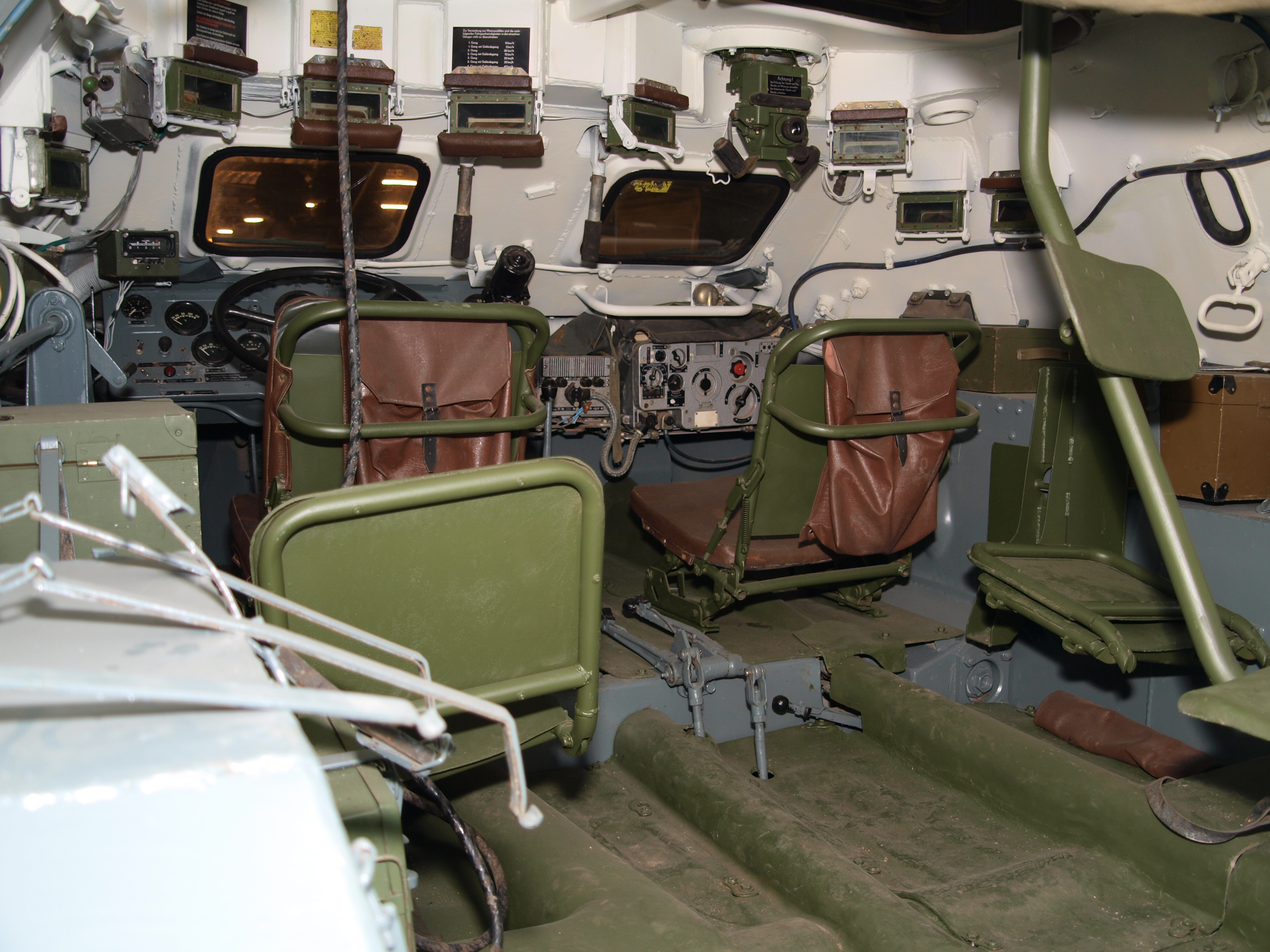
Zitplaatsen voor bestuurder en commandant

De BTR-60 (Russisch: БТР-60, van Бронетранспортер, Bronetransporter) is een pantserwagen uit de Sovjet-Unie. Het voertuig kwam in 1960 in dienst bij gemotoriseerde infanteriedivisies. Het werd vooral gebruikt voor het vervoer van personeel, voor verkenningsdoeleinden en als commandovoertuig.

## Geschiedenis
De BTR-60 is de opvolger van de BTR-152 (6×6). Laat in de vijftiger jaren werd begonnen met het ontwerp en in 1960 kwam het in dienst bij het Russische leger. In november 1961 werd het voertuig getoond tijdens een militaire parade in Moskou. Elke infanteriedivisie kreeg 417 voertuigen toebedeeld.

## Beschrijving
De BTR-60 heeft een volledig gelaste romp. Het pantser is maximaal 9 mm dik, slechts voldoende voor de bescherming tegen kleine vuurwapens en granaatscherven. De chauffeur zit links en de commandant rechts. Achter deze twee is een volledig draaibare eenpersoonskoepel gemonteerd en deze is uitgerust met een 14,5 mm-machinegeweer. Achter de koepel is de infanterieruimte voor 14 personen, maar in de praktijk bleef dit veelal beperkt tot acht. Onder vuur is het uitstijgen van de infanterie een hachelijke zaak. Er zijn twee kleine deuren aan de zijkant, maar deze kunnen alleen gebruikt worden als het voertuig stilstaat. Het gevaar is anders groot dat de infanteristen onder de wielen komen als het voertuig in beweging is. De militairen moeten het rijdende voertuig via de bovenluiken verlaten, hier zijn zij onbeschermd en dus kwetsbaar. De infanteristen zitten met de rug naar elkaar toe en kijken naar de zijkanten. In de wanden zijn drie schietgaten aangebracht waardoor ze naar buiten kunnen vuren. Het voertuig biedt geen bescherming tegen NBC-wapens.
Helemaal achterin zitten twee zescilinder benzinemotoren van fabrikant GAZ (Gorkovsky Automobiel Fabriek) type 40P. Deze motoren hebben een vermogen van 90 pk. De versnellingsbak telt vier versnellingen voor- en één achteruit. Door de installatie van een extra reductiebak zijn alle versnellingen in hoge- en lage gearing te gebruiken (4F1Rx2). Alle acht wielen worden aangedreven (8×8) en de voorste vier zijn stuurbaar. Alle banden zijn aangesloten op een centraal bandenspanningssysteem dat de chauffeur bedient. In moeilijk terrein kan de spanning worden verlaagd, waardoor het voertuig nog vooruit kan komen. Het voertuig is amfibisch en haalt in water een maximale snelheid van 10 km/h. De brandstoftanks hebben een inhoud van 290 liter. De voertuigen hebben aan de voorzijde een lier met een capaciteit van 4,5 ton.
De eerste versie is de BTR-60P met een open bovenkant. Deze was maar een paar jaar inzetbaar en werd al snel alleen gebruikt voor trainingsdoeleinden. In 1961 kwam de BTR-60PA in dienst met een gepantserd dak. In 1965 werd de nagenoeg vergelijkbare versie BTR-60PB geïntroduceerd. Deze wijkt af van zijn voorganger door een andere koepel die ook op de BRDM wordt gebruikt. Andere versies betreffen vooral commandovoertuigen.
|                                        | BTR-60P                                                          | vroege BTR-60PA                                                  | BTR-60PA                                                         | BTR-60PA-1                                                       | BTR-60PAI                                       | BTR-60PB                                        |
| -------------------------------------- | ---------------------------------------------------------------- | ---------------------------------------------------------------- | ---------------------------------------------------------------- | ---------------------------------------------------------------- | ----------------------------------------------- | ----------------------------------------------- |
| Massa                                  | 9,8 ton                                                          | 10,2 ton                                                         | 10,2 ton                                                         | 10,3 ton                                                         | ?                                               | 10,3 ton                                        |
| Hoogte                                 | 2,06 m                                                           | 2,06 m                                                           | 2,06 m                                                           | 2,06 m                                                           | 2,31 m                                          | 2,31 m                                          |
| Bemanning                              | 2 + 16                                                           | 2 + 16                                                           | 2 + 16                                                           | 2 + 16                                                           | 3 + 14                                          | 3 + 14                                          |
| Hoofdbewapening                        | 7,62 mm PKT, SGMB or PKB zwaar machinegeweer (2000 patronen)     | 7,62 mm PKT, SGMB or PKB zwaar machinegeweer (2000 patronen)     | 12,7 mm DShK 1938/46 zwaar machinegeweer (500 patronen)          | 12,7 mm DShK 1938/46 zwaar machinegeweer (500 patronen)          | 14,5 mm KPVT zwaar machinegeweer (500 patronen) | 14,5 mm KPVT zwaar machinegeweer (500 patronen) |
| Secundaire bewapening                  | 2 × 7,62 mm PKT, SGMB of PKB zwaar machinegeweer (3000 patronen) | 2 × 7,62 mm PKT, SGMB of PKB zwaar machinegeweer (3000 patronen) | 2 × 7,62 mm PKT, SGMB of PKB zwaar machinegeweer (3000 patronen) | 2 × 7,62 mm PKT, SGMB of PKB zwaar machinegeweer (3000 patronen) | 7,62 mm-PKT machinegeweer (3000 patronen)       | 7,62 mm-PKT machinegeweer (3000 patronen)       |
| Vermogen gewicht ratio pk/ton (kW/ton) | 18,4 (13,7)                                                      | 17,6 (13,1)                                                      | 17,6 (13,1)                                                      | 17,5 (13,0)                                                      | ?                                               | 17,5 (13,0)                                     |

## Gebruik
Van het voertuig zijn zo’n 25.000 exemplaren gebouwd. Het is in gebruik geweest bij de strijdkrachten van Sovjet-Unie, het Warschaupact en landen waarmee de Sovjet-Unie destijds goede relaties onderhield. In 1980 werd de opvolger gepresenteerd, de BTR-70. Beide voertuigen lijken veel op elkaar, maar de BTR-70 heeft een zwaardere motor en een groter bereik.

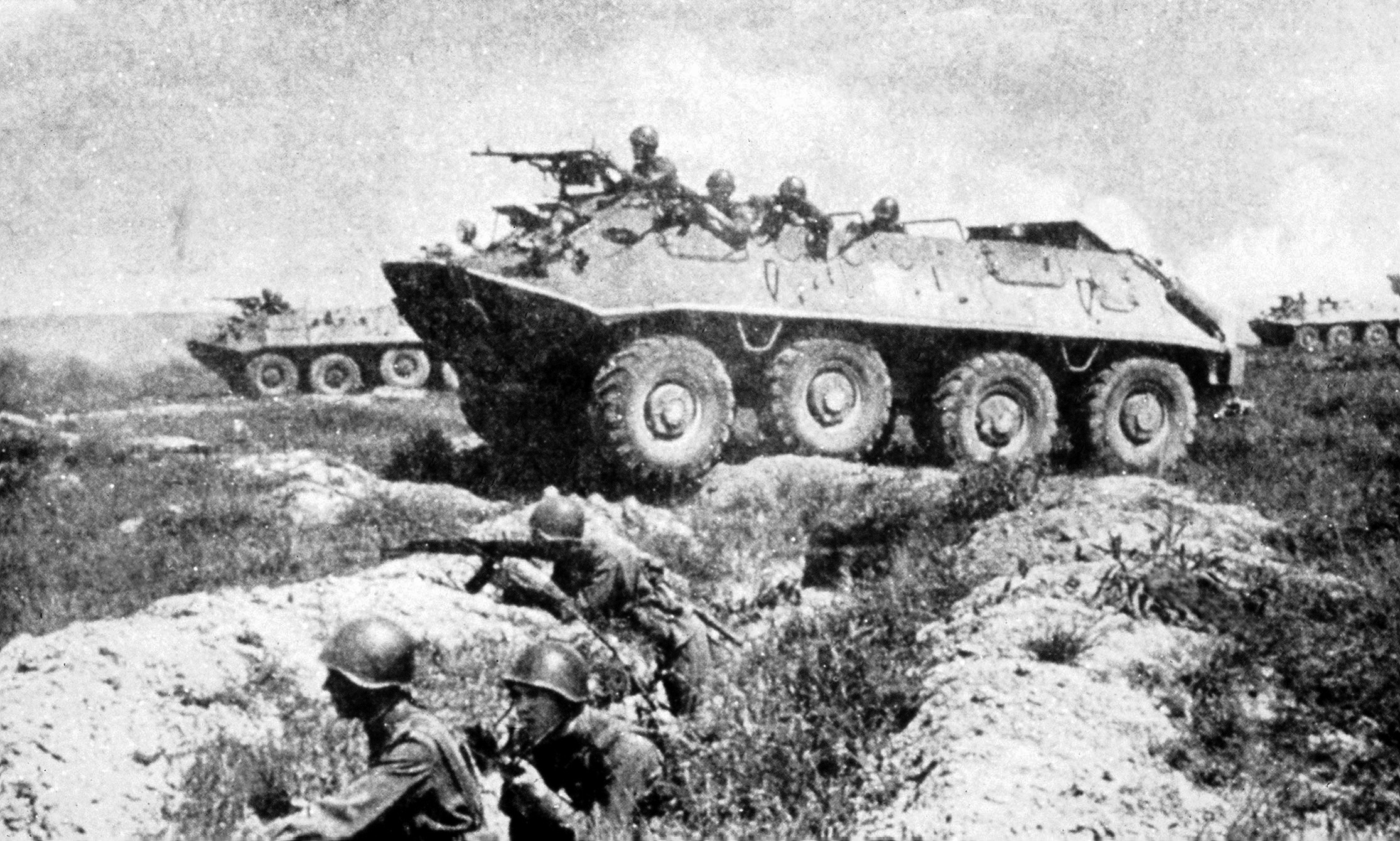
Eerste versie, de BTR-60P met een open dak tijdens een oefening
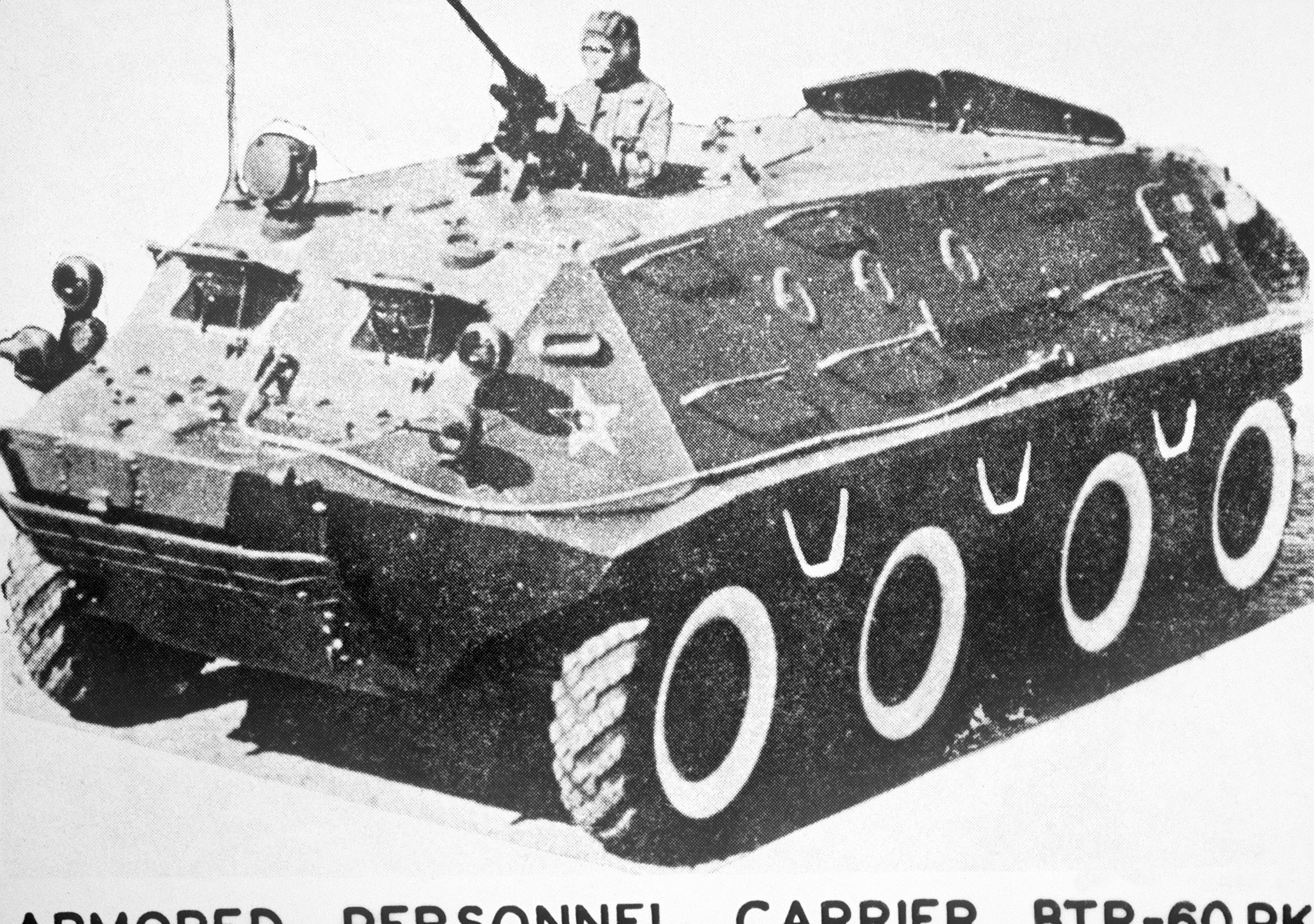
Tweede versie BTR-60PA met dicht dak, maar zonder geschutskoepel